# Iwanowka (Baschkortostan, Aurgasinski)
Iwanowka (russisch Ивановка; baschkirisch Ивановка) ist eine Derewnja (Dorf) in der russischen Republik Baschkortostan. Der Ort gehört zur Landgemeinde Batyrowski selsowet im Aurgasinski rajon. Er wird fast ausschließlich von Tschuwaschen bewohnt.

## Geographie
Iwanowka befindet sich zwölf Kilometer östlich vom Rajonzentrum Tolbasy. Der Gemeindesitz Kujesbaschewo liegt zwei Kilometer westlich. Die nächste Bahnstation ist Beloje Osero an der Strecke von Ufa nach Orenburg elf Kilometer südöstlich.

## Geschichte
Der Ort wurde 1914 von Bauern aus dem benachbarten Kujesbaschewo gegründet. Er hatte zunächst den Status einer Siedlung. Im Jahr 2005 wurde sein Status in Derewnja geändert.

### Bevölkerungsentwicklung
| Jahr | Einwohner |
| ---- | --------- |
| 1968 | 67        |
| 2002 | 60        |
| 2010 | 83        |

Anmerkung: Volkszählungsdaten, 1968: Fortschreibung